# لوییز هکتور
لوییز هکتور (انگلیسی: Louis Hector؛ ۱۹ مارس ۱۸۸۳ – اکتبر ۱۹۶۸ (aged ۸۵)) یک هنرپیشه اهل ایالات متحده آمریکا بود. وی بین سال‌های ۱۹۲۵ تا ۱۹۵۴ میلادی فعالیت می‌کرد. او برای بازی در هولمز از ان‌بی‌سی در سال ۱۹۳۷ میلادی انتخاب شده بود. این اولین بار بود که شرلوک هولمز در تلویزیون نقش پردازی می‌شد.
وی در ۱۹۶۸ در نیویورک درگذشت.